# 奧巴雷內斯山脈

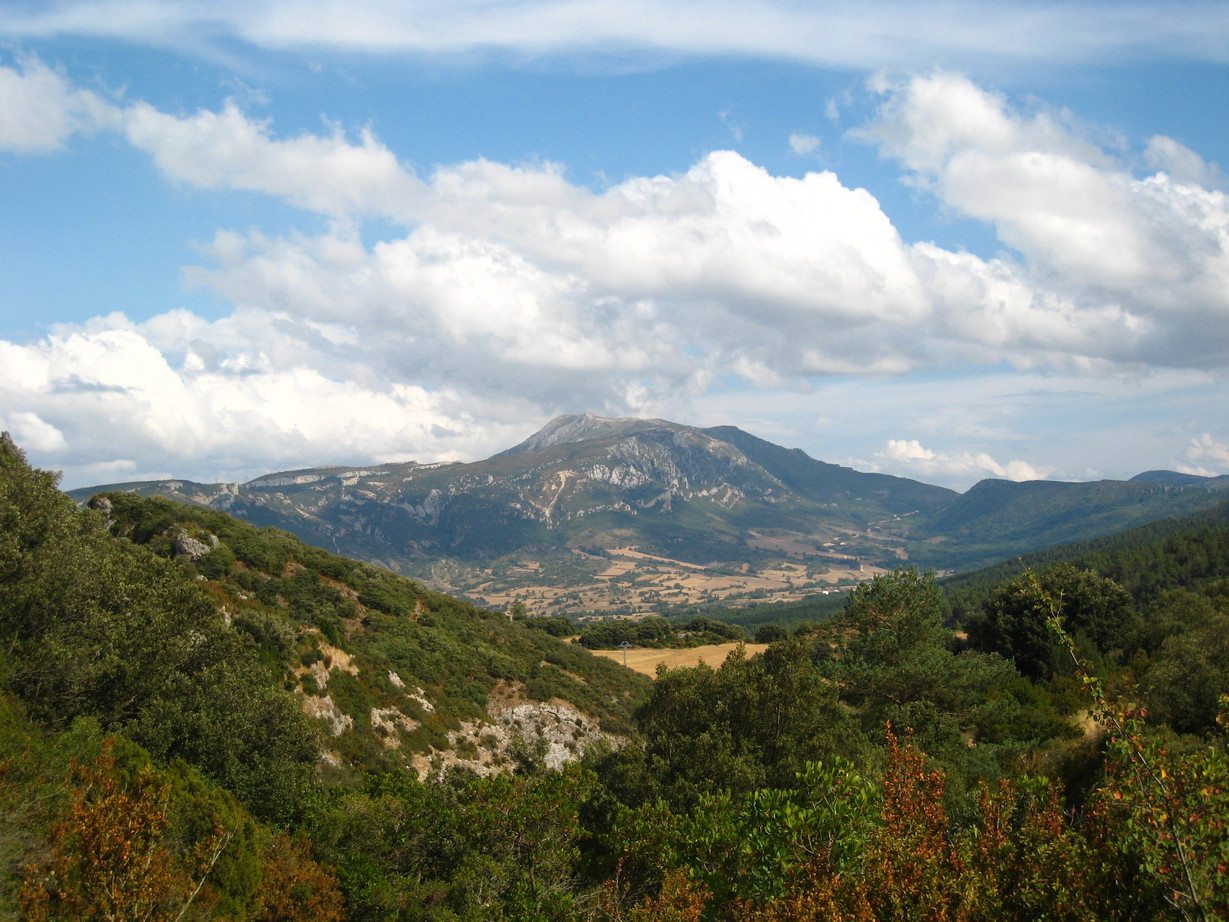

奧巴雷內斯山脈（西班牙語：Montes Obarenes），是西班牙的山脈，位於該國北部，從布爾戈斯省和阿拉瓦省延伸至拉里奧哈，長約30公里，平均海拔高度800至900米，最高點是海拔高度1,434米的峰。